# Frederik Feremans
Fredericus (Frederik) Feremans (Niel, 7 maart 1793 – Kontich, 8 juni 1857) was een Belgisch politicus.

## Levensloop
Feremans was burgemeester van Kontich van 1830 tot 1840. Hij werd opgevolgd door Bernard Fiocco.
Hij was de eigenaar van de herberg De Koning van Spanje, ook gekend als het Eekhovenhuis. Hij sloot de herberg en liet op het domein in 1822 een smoutmolen bouwen die in werking bleef tot 1870.
Hij was de vader van Leopold Feremans die eveneens burgemeester van Kontich was.